# Gary Yourofsky
Gary Yourofsky, né le 19 août 1970 à Détroit (Michigan), est un militant antispéciste et conférencier américain militant pour les droits des animaux. Il a eu une influence majeure sur le véganisme contemporain.

## Biographie
Gary Yourofsky naît le 19 août 1970 dans une famille juive  à Détroit dans le Michigan (États-Unis), et a grandi à Oak Park, il jouait de la guitare et rêvait de devenir gardien de but dans la Ligue nationale de hockey (LNH).
Dans une interview de 2013, Yourofsky se décrit comme un « fauteur de troubles » au lycée. Il n'a alors suivi aucun cours de mathématiques malgré ses obligations ; il a provoqué le directeur le mettant au défi de le garder dans l'établissement, mais finalement il a obtenu son diplôme. Son site Web indique qu'il détient un baccalauréat en journalisme de l'université d'Oakland et un diplôme en radiodiffusion de la "Specs Howard School of Media Arts".

### 1996-2001: Premières années de militantisme
Yourofsky situe les prémices de son action de défense des droits des animaux au début des années 1990. Son beau-père, clown bénévole, lui fit visiter les coulisses d'un cirque. Pendant cette visite, Gary vit un éléphant enchaîné à un poteau, avec des cicatrices derrière ses oreilles. Il fut choqué : « J'ai regardé les yeux de l'éléphant, et tout ce que j'ai vu, c'était la tristesse et le désespoir. » En partant, il vit des ours dansant en tutus amenés devant le public. C'est ainsi qu'il commença des recherches sur le traitement des animaux dans plusieurs industries et devint végétarien, puis végétalien.
En 1996, il fonde l'association Animals Deserve Absolute Protection Today and Tomorrow (ADAPTT), une association vegan opposée à toute exploitation des animaux. En 2001, l'organisation regroupait autour  de 2 200 membres.
En tout, il sera arrêté 13 fois entre 1997 et 2001.
Le 30 mars 1997, Yourofsky, aux côtés de quatre membres du Front de libération des animaux (ALF), mène une action contre une ferme à fourrure à Blenheim, Ontario, Canada, et libère 1 542 visons voués à l'abattage pour leur fourrure . Les dommages sont estimés à 500 000 $ canadiens . Il est arrêté par des policiers canadiens et condamné à 6 mois de détention dans une prison haute sécurité en 1999. Il y passe finalement 77 jours.
L'expérience touche Yourofsky, qui déclare « [qu'il] n'était rien qu'un animal dans un zoo. Ce n'était pas agréable. », cela « a renforcé [son] empathie et sa compréhension sur ce que les animaux pouvaient endurer ».
Fin 2000, Yourofsky reçoit 10 000 $ de PETA pour financer la diffusion d'une publicité contre « l'esclavage d'animaux dans l'entreprise que l'on nomme le cirque ». La publicité a été diffusée 69 fois sur une chaîne de télévision locale.
En 2001, Yourofsky a des difficultés financières. Dans une interview à Jack Lessenberry, professeur à l'université de Wayne State, il dit « être endetté jusqu'au cou » et qu' « [il] devait 30 000 $ à ses créanciers. » Ses problèmes financiers auraient, cette année-là, mis en suspens son militantisme pour une brève période de 3 mois .

### 2002-2005: Le partenariat avec PETA
Début 2002, Yourofsky cède sa fonction de président de l'ADAPTT en raison de problèmes financiers. Le jour de sa démission, il reçoit un appel téléphonique d'Ingrid Newkirk, présidente de PETA, qui lui offre un travail. Les négociations salariales se concluent le 20 mai 2002, date à laquelle Yourofsky intègre la fonction de conférencier national officiel de l'organisation. Dans sa lettre ouverte, le 28 mai 2002, Yourofsky décrit son enthousiasme en déclarant que « [recevoir] un appel et une requête de la part d'Ingrid est comme recevoir un appel du parrain Don Corleone. C'est une offre qu'on ne peut pas refuser., »
Des partisans de Yourofsky firent part de leur sentiment, à savoir, qu'il « s'était vendu » en rejoignant PETA, car il avait jusque-là exprimé son aversion envers plusieurs grandes organisations de droits des animaux, dont PETA. Yourofsky répondit aux critiques dans une lettre ouverte envoyée le 28 mai 2002, indiquant que « […], ceux qui me connaissent savent que j'ai gagné en maturité/sagesse au fil de mes années de militantisme. J'étais très critique en ce qui concerne PETA et d'autres groupes qui n'agissent pas à ma manière. Mais l'an dernier, j'ai réalisé que mon amertume était non justifiée et néfaste… »
En 2002, Yourofsky déclare à un journaliste qu'il « soutient sans équivoque » la mort de chercheurs médicaux lors d'incendies criminels liés au FLA.
En 2003, une conférence de Yourofsky à la East Tennessee State University est annulée à la suite d'une altercation, un membre de l'université ayant placé une pile de dépliants promouvant l'expérimentation animale sur un chariot à l'extérieur de la salle de cours. Après que Yourofsky a vu les pamphlets, des mots tendus ont été échangés. Yourofsky a saisi le chariot et l'a propulsé, les dépliants se sont alors dispersés sur le sol. La conférence a été annulée et Yourofsky a quitté le bâtiment.

### 2005: Départ de PETA et poursuite de son militantisme
Yourofsky a été invité à donner une conférence sur l'éthique animale à une classe de l'Université du Sud de l'Indiana, le 2 avril 2007. Le règlement intérieur de l'université contenait une disposition selon laquelle les conférenciers ne devaient « pas préconiser la violation d'une loi fédérale ou d'un État ». Un professeur de l'université a présenté au vice-recteur des informations provenant du site Web de Yourofsky qu'il a jugé contraires à cette politique, entraînant l'annulation de la présentation de Yourofsky. Après les objections des défenseurs de la liberté d'expression à l'école, la politique a été révisée et Yourofsky a donné sa conférence.

Yourofsky a rompu avec PETA en 2005, après qu'elle a cessé de le financer. Dans un entretien, il critique la Humane Society of the United States (HSUS), les stratégies utilisées par PETA et sa présidente, Ingrid Newkirk :

« PETA et HSUS sont une entrave au mouvement de la libération animale. Leurs compromis sans fin, leurs accusations de traîtrise récurrentes et autres tactiques de myopes NE libèrent PAS les animaux. Je suis fatigué de me taire à ce sujet. Tant que PETA et la HSUS existeront, les animaux resteront esclaves. Ingrid Newkirk, tueuse de chats en série, quitte le droit chemin pour attraper les chats errants et en bonne santé dans le Norfolk, en Virginie, pour les tuer dans une cabane située dans les fondations du quartier général de PETA de Norfolk. »

Il ajoute que « […] sous sa direction, Newkirk, elle avait exaspéré le mouvement de libération animale avec, comme campagnes de contestation, des femmes nues et des costumes de dessins animés. »
Yourfosky estime avoir donné des conférences sur le véganisme à plus de 60 000 étudiants dans les lycées et universités,,.
Il a en outre été interdit de séjour dans 5 pays, dont le Canada et l'Angleterre[réf. nécessaire].

### 2017: arrêt de son militantisme sur le Web
Le 30 mars 2017, Gary Yourofsky annonce sur sa page Facebook qu'il met fin à toute forme d'activisme sur les réseaux sociaux en raison d'un épuisement total et déclare :
« Mon réservoir est complètement vide, donc je cesse d'être actif en ligne à quelque titre que ce soit, sauf pour aider les étudiants avec leurs projets sur les droits des animaux et répondre aux courriels des personnes qui commencent leur voyage vers le végétalisme. »

## Principes
Yourofsky considère que le meurtre intentionnel n'est légitime qu'en cas d'auto-défense. Interrogé au sujet des bactéries qui sont tuées par la prise de médicaments en cas de maladies, il répond : « Vous avez le droit de vous défendre et de tuer ce qui vous nuit. » Il ajoute :
« Now, let me explain this in a different way: if you and I were walking through the woods and a bear attacked you and jumped on you, do you really think I’ll be like “Huh, too bad... I’m vegan, man.” I will beat the shit, or try to beat the shit, out of the bear and get him off you as a self-defense. You were attacked. »
— 
Gary Yourofsky, 

« Maintenant, laisse-moi expliquer ceci différemment : si nous nous promenons dans les bois et qu'un ours nous attaque, nous saute dessus, penses-tu vraiment que je serai du genre à dire : « Euh, dommage je suis végétalien » ? J'essayerai plutôt de nous tirer d'affaire, et de pas nous laisser dans la merde ! C'est de l'auto-défense, tu étais attaqué. »
— 

## Critiques de Gary Yourofsky
Gary Yourofsky, considéré comme un « terroriste » au Canada et en Grande-Bretagne, est interdit de séjour dans ces deux pays à la suite de sa participation à la libération, le 30 mars 1997, de 1 542 visons voués à l'abattage pour leur fourrure, d'une ferme d'élevage de l'Ontario,. 